# Данішевська Валентина Іванівна
Валенти́на Іва́нівна Даніше́вська (нар. 23 березня 1957, Запоріжжя) — голова Верховного Суду з 30 листопада 2017 року по 30 листопада 2021 року. Вона є першою жінкою на цій посаді. Член Вищої ради правосуддя на період здійснення повноважень Голови Верховного Суду.

## Біографія
Народилася у м. Запоріжжя. У 1977−1983 році навчалась на заочній формі в Одеському державному університеті ім. І. І. Мечникова за спеціальністю правознавство.
Трудову діяльність розпочала у 1975 році.
У 1992 році почала працювати арбітром Арбітражного суду Запорізької області. Була суддею цього суду до 2001 року, розглядала справи про оскарження актів органів державної влади, корпоративні спори, банкрутство.
У 2001 році стала директором Центру комерційного права в проєкті Делойт в Україні, а з 2006 року очолювала благодійну організацію «Центр комерційного права».
З 2003 року має право на зайняття адвокатською діяльністю. З 2009 року також була суддею постійного третейського суду при Асоціації українських банків. У 2015 році була обрана до складу громадської ради при Міністерстві юстиції України.
Валентина Данішевська є новообраною суддею Касаційного господарського суду Верховного Суду, утвореного після реформи 2016 року.
30 листопада 2017 року відбулося перше засідання Пленуму новосформованого Верховного Суду, на якому пройшло таємне голосування за три кандидатури на посаду Голови Верховного Суду. Валентина Данішевська отримала 67 голосів зі 111, Володимир Кравчук — 21, Аркадій Бущенко — 12 голосів.
8 жовтня 2021 року Данішевська оголосила про завершення суддівської кар'єри, вона не буде висувати своєї кандидатури на новий чотирирічний строк, але допрацює поточний.
30 листопада 2021 року вийшла у відставку.

## Життєві переконання
Свою професійну кар'єру до призначення суддею Верховного Суду Валентина Данішевська ділить на три періоди: 1) захист прав підприємств у суді; 2) вирішення спорів як суддя; 3) робота над правовими реформами в економічній сфері.
З мотиваційного листа:
|  | Жодна реформа не відбудеться, якщо її не сприйме суспільство та не усвідомлять на професійному рівні судді. Займаючись підвищенням кваліфікації суддів господарських судів та шукаючи відповідь на питання, чому сучасні та правильні закони на практиці призводять інколи до дивних результатів, я часто спостерігала, що судді, від яких залежить запровадження та закріплення реформ, не завжди усвідомлюють їх зміст, а тому вдаються до невірного тлумачення правових норм, що інколи призводить навіть до нівелювання усіх зусиль реформаторів. |

Судячи з публічних висловлювань, Валентина Данішевська є віруючою людиною:
|  | Я маю значний суддівський досвід, наділена Господом відчуттям справедливості, та є носієм ідеології багатьох реформ… |

|  | Нам потрібно багато зробити, щоб в нас повірили. Нехай Господь нам допоможе. |